# Der letzte Tanz
Der letzte Tanz is een nummer van de Duitse zanger Bosse uit 2020. Het is de eerste single van achtste studioalbum Sunnyside.
"Der letzte Tanz" is een dansbaar nummer dat gaat over afscheid nemen. De boodschap van de plaat is dat alles eindig is. Het nummer werd een klein hitje in Duitsland, waar het de 53e positie haalde.